# Komenda Miejska Państwowej Straży Pożarnej
Komenda Miejska Państwowej Straży Pożarnej (KM PSP) - jednostka organizacyjna Państwowej Straży Pożarnej w Polsce działająca na terenie miasta na prawach powiatu. Jej odpowiednikiem w powiatach jest Komenda Powiatowa Państwowej Straży Pożarnej. W jej skład wchodzą Jednostki Ratowniczo-Gaśnicze.

## Zadania i funkcje
W skład Komendy Miejskiej PSP wchodzą Jednostki Ratowniczo-Gaśnicze. Jako jednostka organizacyjna PSP podlega pod Ministerstwo Spraw Wewnętrznych i Administracji.
Komendanta miejskiego powołuje z szeregów oficerów PSP komendant wojewódzki PSP w porozumieniu ze starostą. Zastępców komendanta miejskiego PSP powołuje i odwołuje komendant wojewódzki PSP na wniosek komendanta miejskiego. 